# ایلینگن (بادن-وورتمبرگ)
ایلینگن (به آلمانی: Illingen) یک شهر در آلمان است که در انتسکرایس واقع شده‌است. ایلینگن ۷٬۲۱۲ نفر جمعیت دارد.